# Szmul Potasznik

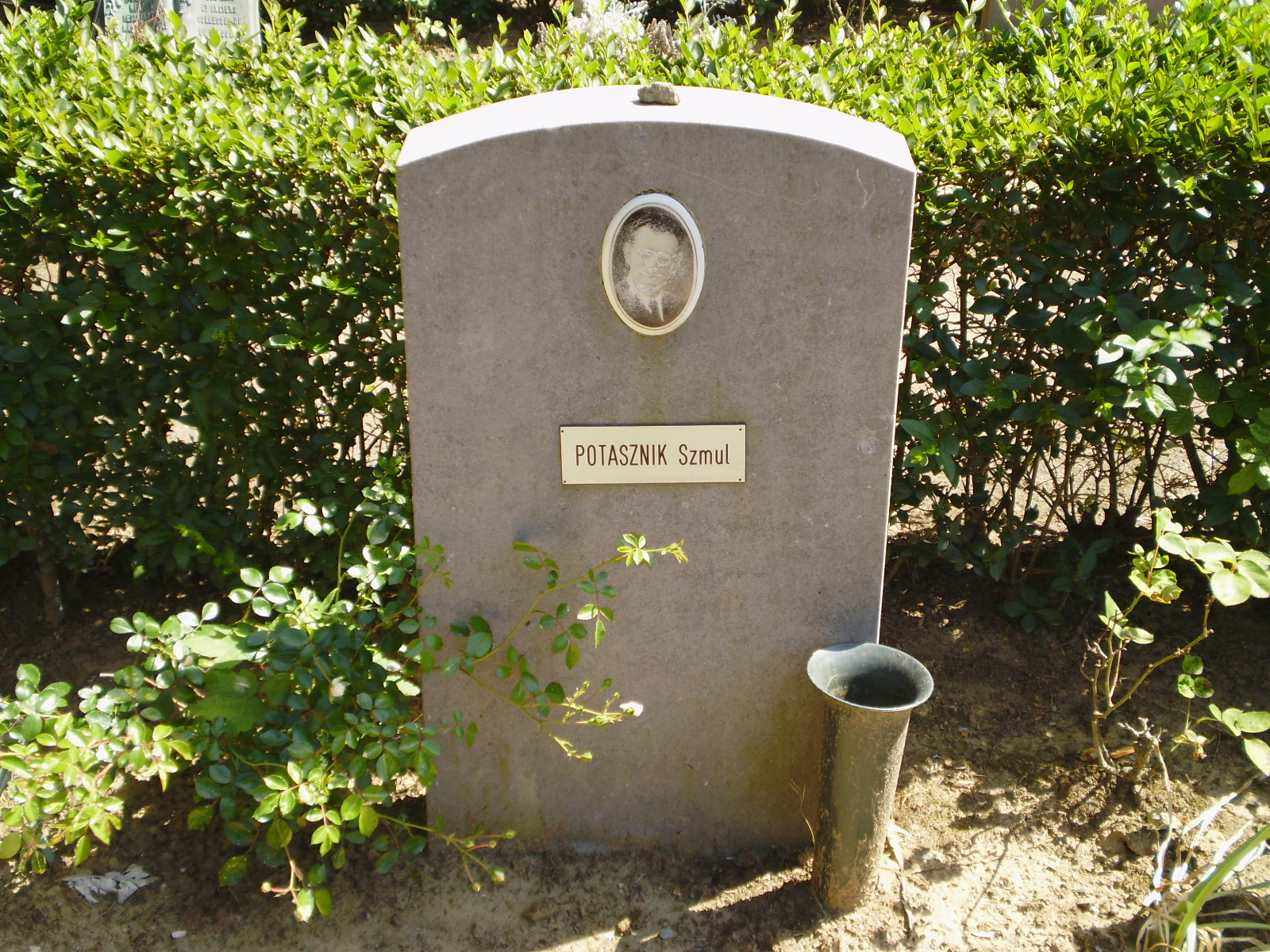
Enclos des fusillés/Ereperk der Gefusilleerden (Schaerbeek/Schaarbeek)

Szmul Potasznik (* 5. April 1909 in Kielce; † 9. September 1943 in Schaerbeek) war ein belgischer marxistischer Widerstandskämpfer polnisch-jüdischer Abstammung und wurde Opfer des NS-Regimes.

## Leben
Nachdem Potasznik nach Belgien gegangen war, wurde er Mitarbeiter an der Freien Universität von Brüssel. Hier war er in Verbindung mit Hersch Sokol, einem der führenden polnischen Marxisten an der Universität.
Während des Zweiten Weltkrieges gehörte er zu einer jüdischen Partisanengruppe als Teil der belgischen Partisanenarmee. Dabei beteiligte er sich an mehreren Sabotageaktionen, verbunden mit der Erpressung und Tötung von Kollaborateuren. Mit dem von diesen abgepressten Geld finanzierten Potasznik, Maurice Rozencwajg und Wolf Weichman den Widerstand. Daraufhin wurde ein Kopfgeld in Höhe von 500.000 belgischen Franc ausgeschrieben. Am 16. Februar 1943 wurde er zusammen mit Rozencwaig und Weichmann in Saint-Gilles festgenommen. Er wurde zu zehn Jahren Zwangsarbeit verurteilt, aber später wurde die Strafe zum Todesurteil umgewandelt. Auf dem Nationalen Schießstand wurde er am 9. September 1943 hingerichtet. Am gleichen Tag noch wurde er dort auch begraben. Sein Grab befindet sich auf dem Ehrenhain der Hingerichteten.

## Erinnerung
- 2019 wurde in Brüssel zu seinem Gedenken ein Stolperstein verlegt.[5]